# 樹海少年ZOO1
『樹海少年ZOO1』（じゅかいしょうねんずーいち）は原作：ピエール瀧、作画：漫$画太郎によって、秋田書店「週刊少年チャンピオン」にて2001年31号から2003年30号まで連載されたギャグ漫画である。

## あらすじ
少年獣一が親友のスサノオとドリアンと一緒にホームレスがいる公園の前を通学していると、ホームレス達に「こんな所で寝てると世界征服を企む秘密結社に捕まるぞ」と警告するキノコ仙人を見かけた。
獣一達3人はあきれ返ってキノコ仙人の様子を見ていたが、腕時計を見て遅刻する事に気づき、3人で走っていると、スサノオとドリアンが獣一の目の前で交通事故に遭って死んでしまう。
スサノオが総理確実な頭脳を持ち、ドリアンが校内一の力持ちでオリンピックで金メダル確実というきっての有望株だったため、「お前が死ねばよかった」として、交通事故現場の近くにいた獣一は校内でいじめに会う。それを聞いた、ホームレスじゃないホームレスタイちゃんは怒り狂い、飼い犬のパンチと共に学校を襲撃する。これを境に、いじめを反省した学校は獣一を祝福する。
その翌日、獣一がお礼を言おうとタイちゃんの所へ向かうと、タイちゃんはすでに何者かに連れ去られていたあとだった。ババァに足跡を教わって後を追うと、そこには陰謀団「秘密結社マッキ」の秘密基地があり、世界征服に向けて恐るべき兵器が量産されていた。ところが、マッキ幹部らが宴席の喧嘩から同士討ちを始め、獣一らが何もしないまま組織は壊滅。世界は平和になった。
以降のストーリーは、「回想シーンで人類が滅亡する」、「展開しているストーリーが『なかった』ことにされて中盤から語り直しになる」など、画太郎独自の手法を発揮する展開となった。なおコミックスのカバーを外すと樹海コミックスという表記になっている。

## 登場人物

### 一般人
獣一
主人公。極度の花粉症。終盤でキノコパワーを習得し変身する。
キノコ仙人
羽つき帽子を被り、やつれた下着姿をした老人。スーパーキノコの発見者、すなわちキノコパワーによる変身の第一人者である。作中で変身後の姿が描かれることはなかった。
ドリアン
番長的な風貌の学校一の力持ち。交通事故にて死亡。
スサノオ
眼鏡をかけた学校一の秀才。交通事故にて死亡。
タイちゃん
ホームレス。パンチと一緒に暮らす。後にマッキに拉致されるが…。
パンチ
タイちゃんの飼い犬。画太郎漫画の例に漏れず、二足歩行し人語を喋る。後にキノコパワーを習得。
しおり
学園のマドンナ。元はスサノオと交際していたが、ひょんなことから獣一と付き合うことに。
虫一
獣一の父。風貌は獣一と瓜二つ。
獣一の母
父と同じく、獣一と瓜二つ。パンチパーマ。
ババァ
掃除好きの老婆。登場時は体格が良かったが、すぐに典型的な画太郎作品のばばあとなる。獣一に間接的に秘密結社マッキの場所を教えた。掃除のしすぎで死亡するなど、不可解な人物。
蘇生のマサ
凄腕の医師。本気を出すと死者をも蘇らせることができる。獣一の熱意に感服し、ババァ蘇生に尽力。

### 過去の人物
虫一
獣一の父の学生時代。昭和づらと評される。
スナギモ
美男子。通称ナギ。幼少時は矮小ないじめられっ子だったが、空手を習い始めてから心身ともに増長した。
スズカゼ
美少女。スナギモの彼女。
エイドリアン
怪物的な体力を誇る巨漢。

### 秘密結社マッキ
人物は前作「虐殺! ハートフルカンパニー」からの転用が多い。
槙原ひろみ
マッキの閣下。部下ともども何度も死亡するが、その都度無かった事に。若い頃は麦茶好き。現在はワイン好き。毒キノコパワーにより、殺人技「地獄絵巻ぐそ」を使う。
センム
メンバーの中心的存在。毒キノコパワーは、頭から強烈な光を発する「ハゲ目つぶし」。
オカマ
女らしい。セーラー服着用。毒キノコパワーにより巨乳化し、胸から破壊力のある母乳「チクビーム」を発射する。
オタク
オタク。ゲーム『To Heart』に登場するマルチの耳パーツを装着している。毒キノコパワーは、粘性の体液を大量分泌する「ベトベト地獄」。
コックリ
衣装が地味。しょぼくれた中年だが、昔は格好よかった。毒キノコパワーは「口臭鼻つぶし」。本名は「子機造」。
ウスラ
バカ。頭頂部の禿げた巨漢で、年齢によって肉付きが全く違う。毒キノコパワーは、体毛で敵の動きを封じる「もじゃもじゃ地獄」。
オニ
衣装がかっこいい。毒キノコパワーによりさらに凶悪な外観となり、突撃技「鬼畜ラッシャー」を使う。
赤ワイン猫
ひろみの膝の上に乗っけている猫。尻尾を回すとワインが出る。
猫型ロボット
量産型赤ワイン猫
猫型芸者ロボ
肛門からキャビアを噴射する。
ねこみこし
キャット盛り
ネコヅナ
ドラネコ
見回りロボ
警官ロボ

### 過去のマッキ
槇原ひろみ、オカマ、オタク、コックリ、ウスラ
前項参照。この時代は全員が下着や水着一丁の半裸であるほか、髪形なども一部異なる。
平社員
若き日のセンムと思われる。
源さん
還暦。高齢ながら肉体派である。

### その他
杉のバケモン
裏樹海に生える杉。巨大な花粉を散布する。
花粉
杉のバケモンの花粉。意思を持ち、自走することができる。これを吸い込んだ者は、一週間くしゃみをし続け、その後間もなく爆死する。

## 単行本
少年チャンピオン・コミックスから全9巻が発売されている。9巻に2002年の読み切り『地獄ワールドカップ』が併録されている。
1. ISBN 4-253-20161-X
2. ISBN 4-253-20162-8
3. ISBN 4-253-20163-6
4. ISBN 4-253-20164-4
5. ISBN 4-253-20165-2
6. ISBN 4-253-20166-0
7. ISBN 4-253-20167-9
8. ISBN 4-253-20168-7
9. ISBN 4-253-20169-5